# Resa med lätt bagage
Resa med lätt bagage, novellsamling av Tove Jansson, första gången publicerad 1987, av författaren tillägnad "Tooti" (Tuulikki Pietilä).

## Noveller i Resa med lätt bagage
- Korrespondens
- Åttiårsdag
- Sommarbarnet
- Främmande stad
- Kvinnan som lånade minnen
- Resa med lätt bagage
- Lustgården
- Shopping
- Skogen
- Gymnastiklärarens död
- Måsarna
- Växthuset